# Samuel H. Woodson (Politiker, 1815)

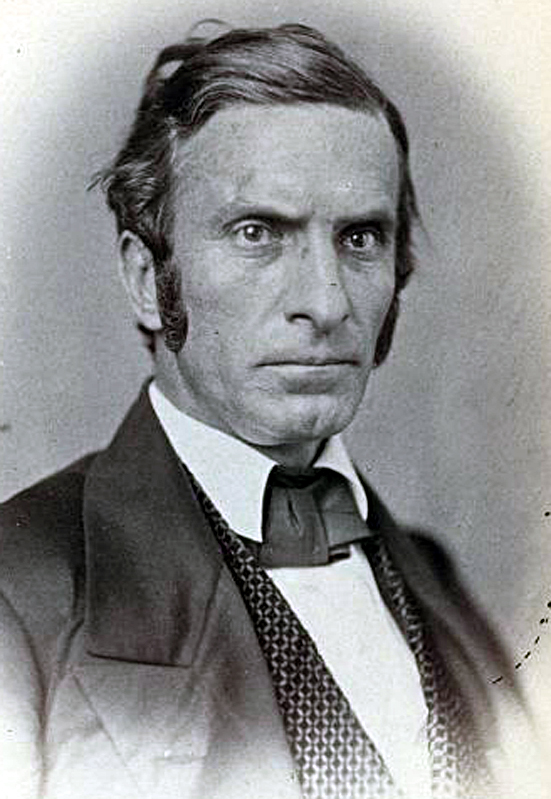
Samuel H. Woodson (1859)

Samuel Hughes Woodson (* 24. Oktober 1815 bei Nicholasville, Kentucky; † 23. Juni 1881 in Independence, Missouri) war ein US-amerikanischer Politiker. Zwischen 1857 und 1861 vertrat er den Bundesstaat Missouri im US-Repräsentantenhaus.

## Werdegang
Samuel Woodson war der Sohn des gleichnamigen Kongressabgeordneten aus Kentucky, Samuel H. Woodson (1777–1827). Er besuchte die öffentlichen Schulen seiner Heimat und danach das Centre College in Danville. Nach einem anschließenden Jurastudium an der Transylvania University in Lexington und seiner 1838 erfolgten Zulassung als Rechtsanwalt begann er ab 1840 in Independence in diesem Beruf zu arbeiten. Gleichzeitig schlug er als Mitglied der kurzlebigen American Party eine politische Laufbahn ein. In den Jahren 1853 und 1854 saß er als Abgeordneter im Repräsentantenhaus von Missouri. 1855 war er Delegierter auf einer Versammlung zur Überarbeitung der Staatsverfassung.
Bei den Kongresswahlen des Jahres 1856 wurde Woodson im fünften Wahlbezirk von Missouri in das US-Repräsentantenhaus in Washington, D.C. gewählt, wo er am 4. März 1857 die Nachfolge von Thomas Peter Akers antrat. Nach einer Wiederwahl konnte er bis zum 3. März 1861 zwei Legislaturperioden im Kongress absolvieren. Diese waren von den Ereignissen im unmittelbaren Vorfeld des Bürgerkrieges geprägt.
Im Jahr 1860 verzichtete Woodson auf eine erneute Kandidatur. Nach seinem Ausscheiden aus dem US-Repräsentantenhaus praktizierte er wieder als Anwalt in Independence. Politisch wechselte er zur Demokratischen Partei über. Ab 1875 war er Richter im 24. Gerichtsbezirk von Missouri. Dieses Amt bekleidete er bis zu seinem Tod am 23. Juni 1881 in seiner Heimatstadt Independence.